# Desmocricellus reischeki
Desmocricellus reischeki är en mångfotingart som beskrevs av Carl Graf Attems 1953. Desmocricellus reischeki ingår i släktet Desmocricellus och familjen slitsdubbelfotingar. Inga underarter finns listade i Catalogue of Life.